# Advaïta védanta
Cette page contient des caractères spéciaux ou non latins. S’ils s’affichent mal (▯, ?, etc.), consultez la page d’aide Unicode.
 (mars 2020).
Si vous disposez d'ouvrages ou d'articles de référence ou si vous connaissez des sites web de qualité traitant du thème abordé ici, merci de compléter l'article en donnant les références utiles à sa vérifiabilité et en les liant à la section « Notes et références ».
L’Advaita Vedānta (sanskrit IAST ; devanāgarī : अद्वैत वेदान्त.) est la forme la plus répandue de la philosophie du Vedānta. Il s'agit de la doctrine non dualiste du Vedānta. Advaita signifie littéralement « non deux » et se traduit le plus souvent par non-dualité. Son principe fondamental affirme la non différenciation de l'individualité ou l'âme individuelle (jīvātman) et de la Totalité (Brahman) qui est neutre. Cette doctrine fut enseignée par le réformateur religieux Adi Shankara.
L’Advaita, qui s'oppose à l'école Dvaita, est une des doctrines majeures de la philosophie indienne āstika,, dont l'origine peut se trouver dans le Rig-Veda qui affirmait que « la vérité est une, bien que les sages la voient sous de multiples formes ». La plupart des maîtres hindous (guru) ont été influencés par celle-ci. Cette doctrine repose sur plusieurs principes fondamentaux.
Comme dans toute école de la philosophie indienne des points de vue au sein même de l'Advaita Vedānta existent.

## Philosophes de l'Advaita Vedānta

### Maîtres anciens
Les maîtres anciens représentatifs de cette école se nomment :
- Gauḍapāda (VIe ou VIIe siècle), maître de Govinda Bhagavatpada
- Govinda Bhagavatpada (VIIe ou VIIIe siècle), le maître du célèbre Adi Shankara
- Adi Shankara (VIIIe siècle)
- Vacaspatimiçra (vers 850)
- Padmapada (IXe siècle)
- Sureshvara (IXe siècle)
- Mandanamiçra (IXe siècle)
- Anandagiri, disciple de Shankara (IXe siècle)
- Sadananda, auteur d'un manuel classique, le Vedāntasāra (XVe siècle).

### Adi Shankara

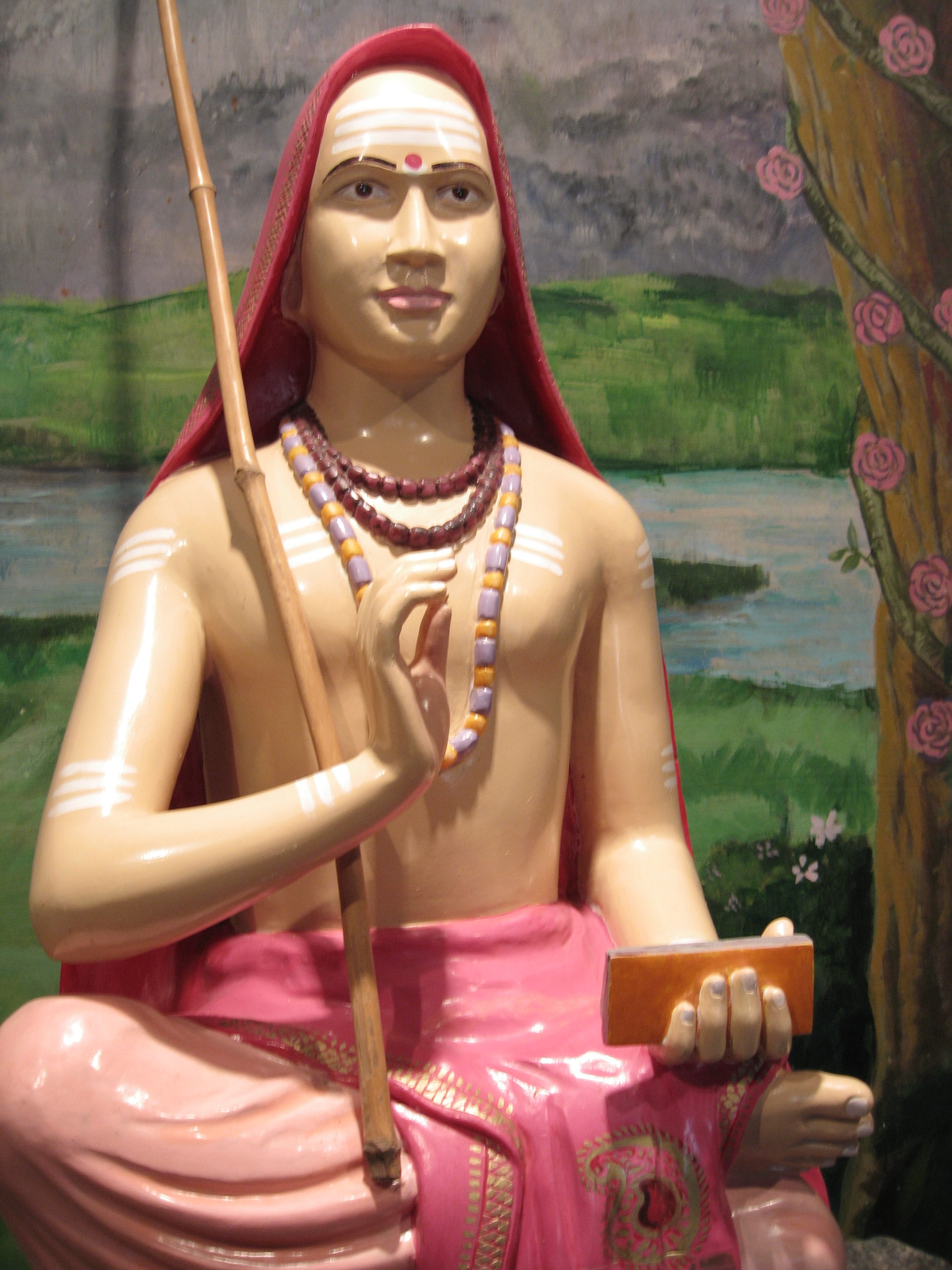
Adi Shankara.

L'une des personnes à qui l'on doit d'avoir consolidé les principes de l'advaita est Ādi Śaṅkara (आदि शंकर, prononcé comme /ɐːdi çɐnkɐrɐ/, 788-820). Il est également connu comme Shankaracharya (शंकराचार्य, prononcé comme /çɐnkɐrɐːc͡çɐːrjɐ/). Shankara était un moine orthodoxe-hindou, qui a parcouru l'Inde du Sud vers le Nord. Les disciples les plus enthousiastes de la tradition de l'advaita prétendent qu'il fut le principal acteur de l'expulsion de la foi bouddhiste hors des frontières, favorisant un retour à l'hindouisme sur sa terre natale. Continuant la ligne de pensée de certains guru enseignant les Upaniṣad, et notamment de son propre guru, Govindanātha, Shankara a exposé la doctrine de l’advaita, une réalité non-dualiste. Selon les advaitins (partisans de l’Advaita Vedānta), Shankara a exposé la nature relative du monde et a établi la vérité suprême de l’advaita en décrivant les quatre états :
- état de veille (vaishvanara),
- état de rêve (svapna),
- état de sommeil profond (sushupti),
- état transcendantal (turīya, littéralement "quatrième"), état au-delà de veille, sommeil et rêve.

À la suite de Ramanuja, certains ont accusé Shankara d'être un pracchana bauddha (« bouddhiste déguisé »), du fait de la similitude entre sa pensée et celle de l'école Madhyamika.

### À l'époque contemporaine
Plusieurs maîtres hindous se rattachent à la tradition de l'Advaita Vedānta, comme Ramakrishna, Swami Vivekananda, Ramana Maharshi, Nisargadatta Maharaj, Hari Wanch Lal Poonja.

## Principes fondamentaux

### Trois niveaux de vérité
- Le niveau transcendantal, ou pāramārthika, dans lequel Brahman est la seule réalité et rien d'autre ;
- Le niveau pragmatique, ou vyāvahārika, dans lequel le jīva (individualité) et Dieu (Ishvara) sont vrais ; ici, le monde matériel est complètement vrai ;
- Le niveau apparent ou prātibhāsika dans lequel la réalité de monde matériel est en fait fausse, comme l'illusion d'un serpent qui est en fait une corde, ou celle d'un rêve.

### Le Brahman

Om, le son éternel, symbolise le brahman.

Selon Shankara, le Brahman (prononcé comme /brɐh mɐn/ ; nominatif singulier Brahma, prononcé comme /brɐh mɐː/) est l'Un, l'ensemble et la seule réalité dans le monde. En dehors du Brahman, rien d'autre, y compris Dieu, l'univers, les objets matériels et les individus, n'est vrai. Le Brahman est au mieux décrit comme la réalité infinie, omniprésente, toute-puissante, incorporelle, impersonnelle, transcendante et immanente, qui est l'essence divine de toute existence. Bien que n'étant pas une substance physique, il est la base du monde matériel, qui est sa transformation illusoire. Le Brahman est la cause du monde. On dit de lui qu'il est la connaissance la plus pure et qu'il resplendit comme une source de lumière infinie.
En raison de l'ignorance (Avidyā), le Brahman est confondu avec le monde matériel et ses objets. Le véritable Brahman est sans-attribut et informe (nirguna-Brahman). En l'être humain, il est partiellement perçu comme étant le Soi, l'Absolu et l'Impérissable (rarement objet d'adoration, mais plutôt de méditation). Le Brahman est en fait indescriptible. Shankara dit que Brahman ne peut pas être identifié avec Śūnyatā ou la vacuité du Bouddhisme. Au mieux, on le considère comme la Vérité infinie (Sat), la Conscience infinie (Chit) et la Félicité suprême (ānanda). Aussi, le Brahman transcende les différences : nul ne lui est semblable (sajatiya bheda) parce qu'il ne peut y avoir deux Brahman. Nul ne lui est différent (vijātīya bheda) car il n'y a personne existant en dehors de la réalité du Brahman. De même, qu'il n'est pas sujet à des transformations substantielles (svagata bheda). Il est Un, uni-substantiel et immuable.
Bien que le Brahman soit en soi prouvé, quelques preuves logiques ont été aussi proposées par Shankara, du point de vue :
- de la Shruti ; les Upanishad, la  Bhagavad-Gītā  et les Brahma-Sūtra ; ils décrivent Brahman de la même manière que Shankara. Ceci est la preuve empirique d'un témoignage du brahman ;
- psychologique ; chaque personne ressent son âme, ou Ātman, ou, selon Shankara, l'Ātman est le Brahman. Cet argument prouve aussi le Brahman ;
- théologique ; le monde apparaît très bien ordonné et harmonieux ; la raison pour ceci ne peut pas être un principe inconscient, hasardeux. La raison doit être le Brahman.
- L'élément essentiel ; Brahman est la base de ce monde créé.
- La sensation perceptible ; beaucoup de gens, quand ils atteignent l'état de turīya, prétendent que leur âme est devenue un avec le Tout. La sensation de cette perception de transcendance est considérée comme la meilleure preuve de l'existence du Brahman.

### La Māyā
Māyā (/mɐːjɐː/) est la contribution la plus importante de Shankara. La Māyā est ce pouvoir illusoire et complexe de Brahman qui a pour conséquence de le rendre comme perceptible dans le monde matériel distinct. Māyā a deux fonctions principales : la première est de devoir cacher le Brahman aux esprits humains, et l'autre est de devoir présenter le monde matériel comme vrai. La Māyā est aussi indescriptible. Elle est ni complètement réelle ni complètement fausse, donc indescriptible. Son abri est Brahman, mais Brahman lui-même n'est pas atteint par l'impiété de Māyā, de la même manière qu'un magicien n'est pas trompé par sa propre magie. La Māyā est temporaire et est détruite avec « la vraie connaissance ». Ce Māyāvāda de Sankara a été extrêmement critiqué et a été mal compris. Bhaskaracharya, un mathématicien hindou, dit que Shankara doit aux bouddhistes son concept de Māyā. Mais Guff, Cowell et d'autres auteurs affirment que le concept de Māyā est déjà présent dans les Védas et les Upanishad sous une forme embryonnaire. Shankara avait utilisé les termes de Māyā (Illusion cosmique) et d'Avidyā (Ignorance) dans le même sens, mais les Advaïtins suivants ont distingué Māyā comme la force positive de Dieu et Avidyā comme une connaissance négative.
Le concept de Māyā semble être une hypothèse. Puisque selon les Upanishad, seul Brahman est vrai, nous constatons néanmoins que le monde matériel l'est aussi : Shankara a expliqué cette aporie par le concept de la Māyā, le pouvoir illusoire.

### Ishvara
Ishvara (IAST: Īśvara, prononcé comme /iːçvɐrɐ/, lit., le Seigneur Suprême) : lorsque l'homme essaie de connaître les attributs de  Brahman  avec son esprit, sous l'influence de Māyā,  Brahman  est perceptible comme étant Îshvara. Ishvara est Brahman  avec la Māyā. Shankara utilise la métaphore suivante : lorsque le « reflet » de l'Esprit Cosmique tombe sur le miroir de Māyā, il apparaît comme le Seigneur Suprême. Le Seigneur Suprême est vrai seulement dans le niveau pragmatique — sa véritable forme dans la sphère transcendantale est l'Esprit Cosmique.
Ishvara est 'saguna-Brahman (Absolu qualifié) ou  Brahman  avec les qualités favorables et innombrables. Il est tout parfait, omniscient, omniprésent, incorporel, indépendant, le créateur du monde (Brahmā), son protecteur (Vishnou) et aussi son destructeur (« Hara », Shiva). Il est sans raison, éternel et invariable — et est pourtant la cause première de la manifestation universelle, de l'Etre. Il est deux fois immanent (comme la blancheur du lait) et transcendant (comme l’indépendance de l'horloger pour sa montre). Il peut même être considéré comme ayant une personnalité. Il est le sujet d'adoration. Il est la source de la moralité et le donateur des fruits du  Karma . Cependant, il est au-delà du péché et du mérite. Il gouverne le monde avec sa Māyā — son pouvoir divin. Cette association avec une connaissance « fausse » n'affecte pas la perfection d'Îshvara, comme un artiste n'est pas trompé par son art. Cependant, si Îshvara est le seigneur de la Māyā, qui est toujours sous son contrôle, les êtres vivants (jiva, âmes incarnées en créatures) sont les serviteurs de la Māyā (par le biais de l'ignorance). Cette ignorance est la cause du chagrin et du péché dans le monde mortel. Alors qu'Îshvara est la félicité infinie, la béatitude, les humains quant à eux sont pitoyables, sources de souffrance. Îshvara a toujours conscience de l'unité de la nature de  Brahman, et de la nature illusoire du monde. Les Advaïtins expliquent la misère par l'ignorance. Ishvara peut être envisagé ou adoré aussi dans la forme anthropomorphique comme  Vishnu ,  Krishna  ou  Shiva .
Ainsi, se pose la question de savoir pourquoi le Seigneur Suprême a créé le monde. Si l'un suppose que Ishvara crée le monde d'un but intéressé, ceci diffame la nature plénière et la perfection de Îshvara. Par exemple, si l'un suppose qu'Îshvara crée le monde pour obtenir quelque chose, ce serait contre sa perfection. Si nous supposons qu'il crée pour la compassion, ce serait illogique, parce que le sentiment de compassion ne peut pas exister dans le monde vide d'avant la création (quand seulement Dieu existait). Donc Shankara suppose que cette Création est le jeu (līlā) spontané d’Îshvara. C'est sa nature, tout comme c'est la nature de l'homme de respirer.
Les seules preuves de Dieu qu'expose Shankara sont les mentions dans la Shruti (Révélation : les Véda) de Dieu, Dieu étant hors de la logique et hors de la pensée. Ceci est similaire à la philosophie de Kant, qui disait que la « foi » est la base du théisme. Cependant, Shankara a donné peu d'autres preuves logiques pour Dieu, dans le but que l'on porte attention dessus, non pas pour s'appuyer dessus entièrement :
- Le monde est un travail — une œuvre pensée, un effet, et donc doit avoir une cause vraie. Cette cause doit être Ishvara.
- Le monde a une unité, une coordination et un ordre, donc son dirigeant doit être une personne intelligente.
- Les gens font de bonnes et mauvaises actions, et obtiennent en retour les fruits de leurs actes, dans cette vie ou après. Les gens ne peuvent pas être leur propre prodigueur de ces fruits, parce que personne ne se donnerait le fruit de son péché. Aussi, ce donateur ne peut pas être un objet inconscient. Donc le donateur des fruits du Karma est Dieu.

### L'Ātman

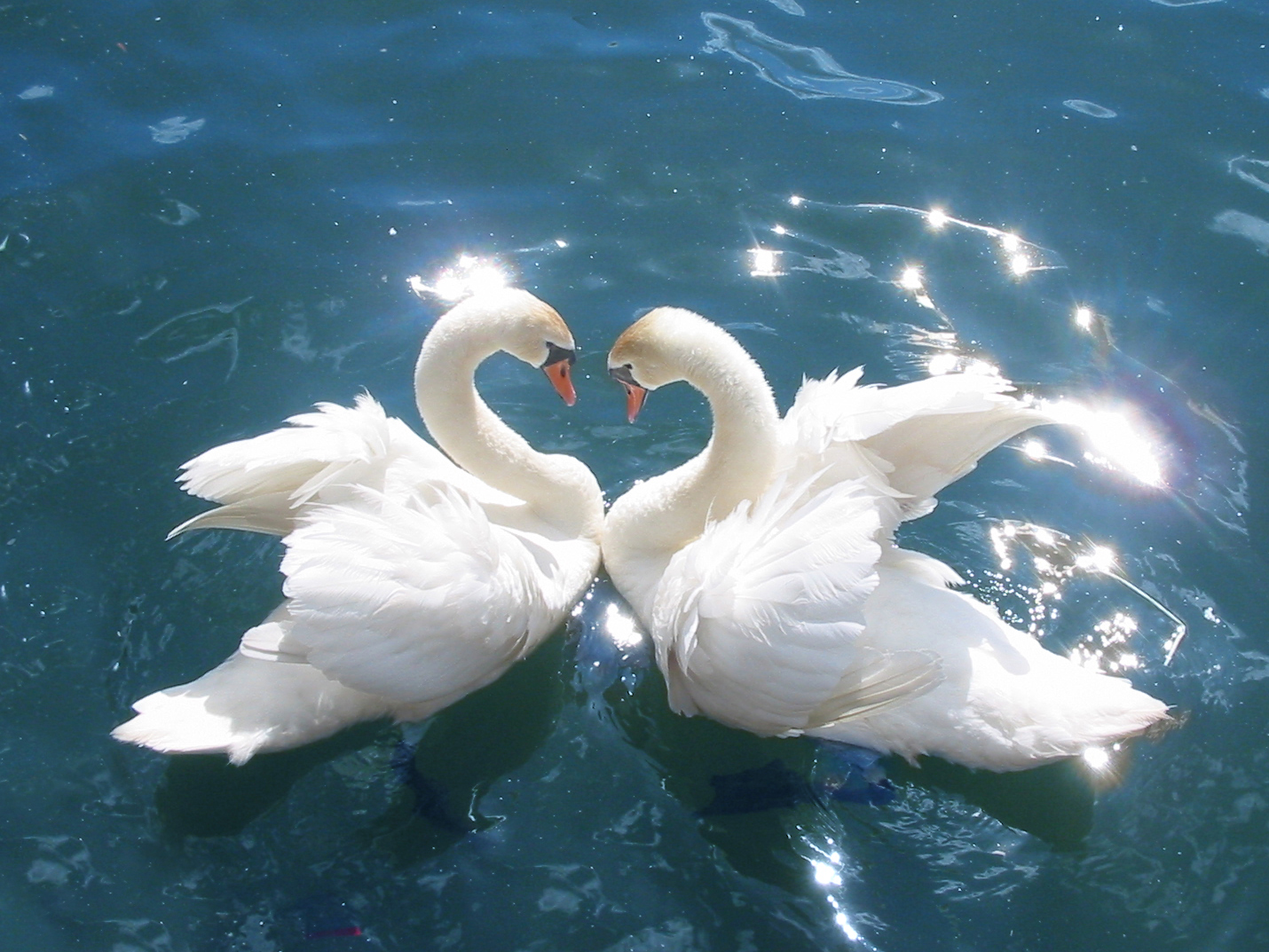
Le cygne symbolise deux choses en Advaita Vedānta : premièrement, en sanscrit, il est appelé haṃsa (avant un /h/ du mot suivant--« hamso »), et en répétant ce mot continuellement, il devient so-aham, qui signifie « je suis cela ». Deuxièmement, il représente une personne libérée. Tout comme le cygne habite sur l'eau, mais ses plumes ne sont pas salies par l'eau, de même, une personne libérée habite dans ce monde de Māyā, mais n'est pas touchée par cette illusion.

Dans la philosophie de l'Advaita Vedānta le soi non individualisé (Ātman) que l'on confond parfois avec le concept d'âme est exactement égal à Brahman. Ce n'est pas une partie de Brahman qui se dissout finalement dans Brahman, mais le Brahman entier lui-même. Alors, les sceptiques demandent comment l'âme individuelle, laquelle est limitée et une dans chaque corps, peut être pareille à Brahman ? Shankara explique que l'âme n'est pas un concept individuel. L'Ātman est seulement un et unique. Le concept selon lequel il y a plusieurs ātman est faux. Shankara dit que tout comme la même lune apparaît comme multiple à travers ses reflets sur la surface d'une eau couverte de bulles, l'unique Âtman apparait comme de multiples ātman dans nos corps à cause de la Māyā. L'Ātman se prouve de lui-même, cependant, quelques preuves sont discutées. Par exemple, une personne dit « je suis aveugle », « je suis heureux », « je suis gros », etc. Donc quel est cet ego, ici ? Seulement cette chose est l'ego qui est là-bas dans tous les états de cette personne — cela prouve l'existence de l'Ātman, et aussi que la conscience est sa caractéristique. La réalité et la félicité sont aussi ses caractéristiques. Par sa nature, l'Ātman est libre et au-delà du péché et du mérite. Il n'éprouve ni le bonheur ni la douleur. Il ne produit pas de Karma. Il est incorporel.
Quand le reflet de l’Ātman tombe sur Avidyā (l'ignorance), l'Ātman devient jīva — un être vivant, avec un corps et des sens. Chaque jîva se sent comme s'il avait son propre Ātman, unique et distinct, appelé jīvātman, "âme individuelle". Le concept de jīva est vrai seulement au niveau pragmatique. Au niveau transcendantal, seul l'unique Ātman, égal à Brahman, est vrai.

## Points de vue

### Le Salut
La libération, ou Moksha (apparenté au Nirvana des bouddhistes) — Les Advaïtins croient aussi en la théorie de la réincarnation du jīva (âme individuelle) en plantes, en animaux et en humains selon leur karma. Ils croient que la raison de cette souffrance est Māyā, et seulement la vraie connaissance du Brahman peut détruire Māyā. Quand la Māyā est enlevée, il n'existe finalement pas de différence entre le Jīva-Ātman et le Brahman. Un tel état de félicité, appelé Moksha ("Délivrance"), peut être atteint même pendant que l'on vit (jīvanmukta : "délivré vivant"). Pendant que quelqu'un est dans le niveau pragmatique, il peut (et doit) adorer Dieu de quelque façon que ce soit et sous n'importe quelle forme, par exemple celle de Krishna, comme il le souhaite. Shankara lui-même était partisan de la dévotion ou Bhakti. Shankara croit que les sacrifices védiques, la pūjā (cérémonie rituelle) et la bhakti (dévotion) peuvent mener l'homme à la vraie connaissance. Cependant, ils ne peuvent pas le mener directement au Moksha. Le Moksha est uniquement issue de la vraie connaissance.

### Autres points
- Le mantra célèbre de Shankara était « Brahma Satyam Jagat Mithya, jivo Brahmaiva naparah », c'est-à-dire "Brahman est la seule vérité, le monde est irréel, et il n'y a finalement pas de différence entre Brahman et l'individu-soi.

- Shankara condamnait explicitement le système des castes de la société hindoue, le disant stupide[réf. souhaitée]. Une telle attitude était en opposition aux autres écoles, comme Vishishtâdvaïta (Monisme mitigé), Dvaita-Vedānta (Vedānta dualiste) et Mīmāṃsā, qui croient que, la caste étant basée sur le karma de la vie précédente, elle devrait être suivie sans question[réf. nécessaire]. Shankara a condamné beaucoup d’autres superstitions.